# 嘱望
| ウィキペディアには「嘱望」という見出しの百科事典記事はありません（タイトルに「嘱望」を含むページの一覧/「嘱望」で始まるページの一覧）。 代わりにウィクショナリーのページ「嘱望」が役に立つかもしれません。 |